# 殷観
殷観（いん かん、? - ?）は、中国後漢末期から三国時代にかけての人物。字は孔休。劉備に仕えた。『三国志』蜀志楊戯伝注引『季漢輔臣賛』に記述がある。

## 事蹟
赤壁の戦いの後、劉備は孫権の妹を娶り、孫権の支援で荊州の主となった。殷観は劉備から荊州の主簿に取り立てられている。
その後、孫権が劉備に対し、益州を協力して攻撃することを持ちかけてきた。劉備陣営ではこの提案に乗るべきだという意見もあった。しかし殷観は、孫権軍の先駆けとなって益州を攻撃するよりも、孫権への態度を曖昧にした上で、独力で益州を攻め取るべきだと意見した。劉備は殷観の提案に従い、孫権の益州攻撃に賛成しつつも「今は荊州を得たばかりであり、準備ができていない」と返答し、孫権に益州共同攻撃を断念させた。
後、荊州別駕に昇進した。
『季漢輔臣賛』には、才能をもって広く志を伸ばし、荊州の地の優れた人物だったと評されている。
小説『三国志演義』には登場しない。

## 参考資料
- 陳寿『三国志』
- 羅貫中『三国志演義』